# Csuha József
Csuha József (Ózd, 1948. március 16. – 2022. október 18.) magyar jogász, 1974–1989 között Dorog tanácselnöke.

## Pályafutása
1958 óta élt Dorogon családjával. Általános iskolai tanulmányait a dorogi Petőfi Sándor Általános Iskolában végezte, ezt követően 1963–1966 között a budapesti Villamosenergiaipari Technikumban tanult és érettségizett. 1967–1969 között az Esztergomi Járásbíróság munkatársa volt. 1969–1974 között a szegedi József Attila Tudományegyetem Állam- és Jogtudományi Karának hallgatója volt, ahol jogi doktorátust szerzett. 1969–1971 között az Esztergomi Városi Tanács főelőadója volt. 1971–1976 között titkárságvezető a Dorogi Járási Hivatalnál, 1976-tól Dorog Nagyközség Tanácsának elnöke, 1984–1990 között a Városi Tanács elnöke volt. 1990-ben adótanácsadói szakvizsgát tett. 1990-től magánügyvéd volt, a Magyarországi Szociáldemokrata Párt 2009. október 21-én alakult dorogi szervezetének elnöke, a 2010-es önkormányzati választásokon az MSZDP dorogi polgármesterjelöltje.
Elnökségének 15 éve alatt Dorog arculata jelentősen átalakult, eltűntek a korábbi egészségtelen kis munkáslakások, helyüket parkosított lakótelepek, széles utcák és 2000 új lakás foglalta el (ebből 750 db a Schmidt Sándor-lakótelepen). Felépült az Eötvös József Általános Iskola, a sportcsarnok és a település fennállásának 800, illetve a szénbányászat 200 éves évfordulójára elkészült a Jubileum tér az emlékművel, a kertvárosias telepeken megkezdődött a földgázhálózat kiépülése. A látványos infrastruktúrafejlesztésnek köszönhetően Dorogot 1984-ben várossá nyilvánították.